# Tetracloreto de carbono
Tetracloreto de carbono, também conhecido por outras designações (ver tabela), é um composto orgânico com a fórmula química CCl4. É um reagente usado na química sintética e foi muito usado como agente extintor e como agente refrigerante.  O tetracloreto de carbono é um líquido incolor com um cheiro adocicado e característico, que pode ser detectado a baixas concentrações.
As designações tetracloreto de carbono ou tetraclorometano são aceitas pela nomenclatura IUPAC. Popularmente é chamado de tetra.

## História e Síntese
O tetracloreto de carbono foi sintetizado originalmente por reação do clorofórmio com o cloro pelo químico francês Henri Victor Regnault, mas hoje em dia é sintetizado a partir do Metano:
CH4  +  4 Cl2  →  CCl4  +  4HCl.
A produção utiliza frequentemente sub-produtos  de outras reações de cloração tais como os resultantes da síntese do Diclorometano e Clorofórmio.
A produção de tetracloreto de carbono tem vindo a decrescer desde 1980 devido a preocupações ambientais e diminuição da procura associada de CFC’s, que dele derivavam.  Em 1992, a produção nos Estados Unidos, Europa e Japão foi estimada em 720 000 ton.
O tetracloreto de carbono foi adicionado ao Protocolo de Montreal na emenda de Londres em 1990. A sua produção e comercialização está proibida nos países desenvolvidos desde 1996. Proibição essa que será extensível aos países sub-desenvolvidos em 2010. Produz séria contaminação e é portanto considerado prejudicial à saúde.
Em Cubatão, a fábrica da Rhodia que o produzia contaminou seus trabalhadores e teve que ser fechada. Alguns trabalhadores contaminados fundaram o que hoje é a Associação de Combate aos Poluentes Orgânicos Persistentes.

## Propriedades
Na molécula de tetracloreto de carbono, quatro átomos de cloro estão posicionados simetricamente como “cantos” de uma configuração tetraédrica juntos a um átomo de carbono, no centro, através de uma simples ligação covalente. Devido à sua geometria simétrica a molécula não possui qualquer momento dipolar; isto é, o tetracloreto de carbono não é um composto polar. Como solvente é bastante adequado para dissolver compostos não polares, gorduras e óleos. O tetracloreto de carbono apresenta alguma volatilidade, liberta um vapor com um cheiro adocicado característico, similar ao tetracloroetileno, cheiro característico da limpeza a seco.

## Utilizações
.

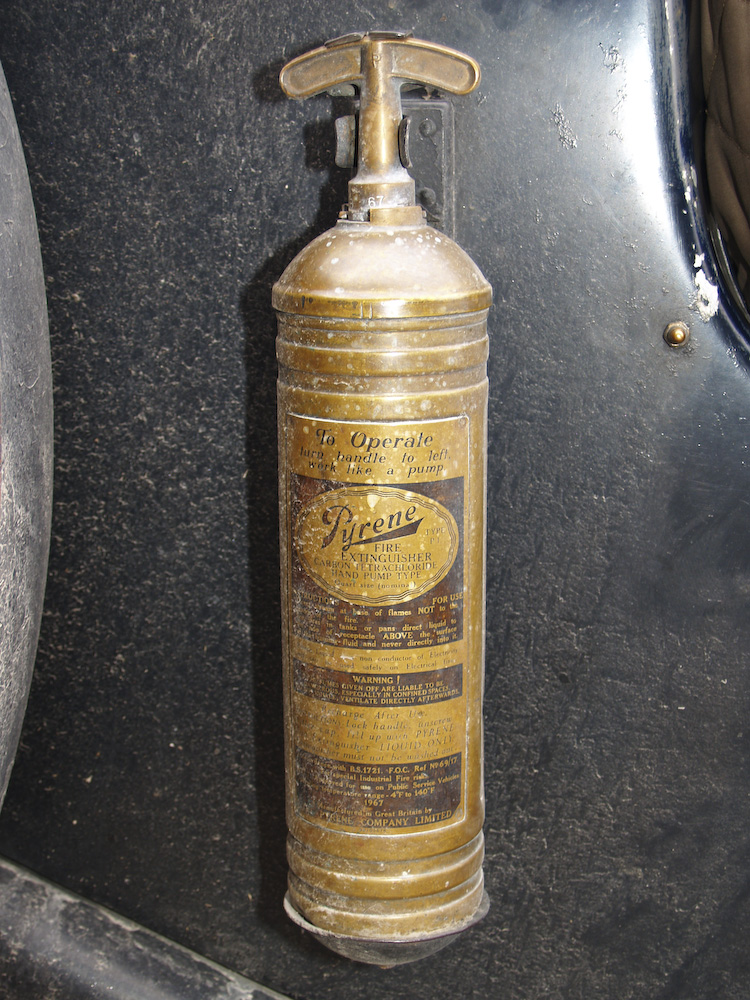
Extintor de tetracloreto de carbono

No início do século XX, o tetracloreto de carbono foi amplamente usado como solvente de limpeza a seco, como agente refrigerante e colocado dentro de lâmpadas de lava. Antigamente foi também usado como agente extintor e pesticida.
Quando se tornou aparente que o tetracloreto de carbono provocava efeitos adversos na saúde humana, a sua utilização começou a decrescer, através da utilização de alternativas menos perigosas como o tetracloroetileno. A sua utilização como pesticida destinado a eliminar insectos no armazenamento de cereais continuou até ser banido em 1970 nos Estados Unidos.
Antes do Protocolo de Montreal, grandes quantidades de tetracloreto de carbono eram usadas para a produção de agentes refrigerantes freon, R-11 (triclorofluorometano) e R-12 and R-12 (diclorodifluorometano). Devido ao facto de estes agentes refrigerantes possuírem um elevado coeficiente de deplecção de ozono foram já eliminados.
O tetracloreto de carbono é ainda usado na fabricação de agentes refrigerantes menos perigosos e na detecção de neutrinos.
Devido ao facto de ser uma das mais potentes hepatotoxinas (tóxico para o fígado), é muito usado na investigação científica de agentes hepaprotectores.

### Reatividade
O tetracloreto de carbono praticamente não apresenta flamabilidade a baixas temperaturas. Sob altas temperaturas pode formar o gás venenoso fosgénio.
Devido ao facto de não possuir ligações C-H, o tetracloreto de carbono não reage facilmente em reacções sem radicais. Por isso é um solvente bastante útil em Halogenações, tanto pelo halogénio elementar como com reagentes de halogenação como o N-bromosuccinimida.
Em Química Orgânica, o tetracloreto de carbono funciona como fonte de cloro na reacção de Appel.

## Segurança
A exposição a concentrações elevadas de tetracloreto de carbono (incluindo os seus vapores) pode afectar o sistema nervoso central e causar degenerescência no fígado. e rins e pode resultar (após exposição prolongada) em coma e até morte. A exposição crónica ao Tetracloreto de Carbono pode causar Hepatotoxicidade do Fígado danos nos rins, podendo resultar em cancro. Mais informação pode ser encontrada na Ficha de Dados de Segurança.
Em 2008, um estudo sobre produtos de limpeza comuns encontrou a presença de Tetracloreto de Carbono em “Concentrações muito elevadas” (Até 101 mg m−3) como resultado de os fabricantes misturarem tensioactivos, ou sabão com lixívia.
O Tetracloreto de Carbono é um depletor da camada de Ozono e um gás com efeito de estufa. No entanto, desde 1992 a sua concentração atmosférica tem vindo a decair pela diminuição da sua utilização.

## Toxicocinética
É absorvido pelas vias pulmonar e cutânea. Sua taxa de biotransformação é baixa, sendo que 30 a 50% do ingerido ou inalado é eliminado sem alterações na expiração.

## referências
1. ↑  V. Regnault (1839). «Ueber die Chlorverbindungen des Kohlenstoffs, C2Cl2 und CCl2». Annalen der Pharmacie. 30 (3). 350 páginas. doi:10.1002/jlac.18390300310
2. ↑  Manfred Rossberg, Wilhelm Lendle, Gerhard Pfleiderer, Adolf Tögel, Eberhard-Ludwig Dreher, Ernst Langer, Heinz Rassjjaerts, Peter Kleinschmidt, Heinz Strack, Richard Cook, Uwe Beck, Karl-August Lipper, Theodore R. Torkelson, Eckhard Löser, Klaus K. Beutel, “Chlorinated Hydrocarbons” in Ullmann’s Encyclopedia of Chemical Technology, 2007 John Wiley & Sons: New York.
3. ↑  Doherty R. E. (2000). «A History of the Production and Use of Carbon Tetrachloride, Tetrachloroethylene, Trichloroethylene and 1,1,1-Trichloroethane in the United States: Part 1--Historical Background; Carbon Tetrachloride and Tetrachloroethylene». Environmental Forensics. 1 (1): 69–81. doi:10.1006/enfo.2000.0010
4. ↑  WF Seifert, A Bosma, A Brouwer, HF Hendriks, PJ (1994). «Vitamin A deficiency potentiates carbon tetrachloride-induced liver fibrosis in rats». Hepatology. 19 (1): 193–201
5. ↑  Liu KX, Kato Y, Yamazaki M, Higuchi O, Nakamura T, Sugiyama Y. (1993). «Decrease in the hepatic clearance of hepatocyte growth factor in carbon tetrachloride-intoxicated rats». Hepatology. 17 (4): 651–60. doi:10.1002/hep.1840170420
6. ↑  Recknagel R.O., Glende E.A., Dolak J.A., Waller R.L. (1989). «Mechanism of Carbon-tetrachloride Toxicity». Pharmacology Therapeutics. 43 (43): 139–154. doi:10.1016/0163-7258(89)90050-8
7. ↑  Recknagel RO (1967). «Carbon tetrachloride Hepatotoxicity». Pharmacological Reviews. 19 (2). 145 páginas
8. ↑  Masuda Y (2006). «Learning toxicology from carbon tetrachloride-induced hepatotoxicity». Yakugaku Zasshi -Journal of the Pharmaceutical Society of Japan. 126 (10): 885–899. doi:10.1248/yakushi.126.885
9. ↑  Rood AS, McGavran PD, Aavenson JW;  et al. (2001). «Stochastic estimates of exposure and cancer risk from carbon tetrachloride released to the air from the Rocky Flats Plant». Risk Analysis. 21 (4): 675–695. doi:10.1111/0272-4332.214143
10. ↑  Odabasi M (2008). «Halogenated Volatile Organic Compounds from the Use of Chlorine-Bleach-Containing Household Products». Environmental Science & Technology. 42 (5): 1445–1451. doi:10.1021/es702355u
11. ↑  Fraser P. (1997). «Chemistry of stratospheric ozone and ozone depletion». Australian Meteorological Magazine. 46 (3): 185–193
12. ↑  Evans WFJ, Puckrin E (1996). «A measurement of the greenhouse radiation associated with carbon tetrachloride (CCl4)». Geophysical Research Letters. 23 (14): 1769–1772. doi:10.1029/96GL01258
13. ↑  Walker, S. J., R. F. Weiss & P. K. Salameh (2000). «Reconstructed histories of the annual mean atmospheric mole fractions for the halocarbons CFC-11, CFC-12, CFC-113 and carbon tetrachloride». Journal of Geophysical Research. 105: 14285–14296. doi:10.1029/1999JC900273